# Josep Maria Domènech i Graells
Josep Maria Domènech i Graells (Barcelona, 1949) és un periodista català, codirector del documental Balseros.
Membre de l'equip de reporters del programa de Televisió de Catalunya "30 minuts", a partir d'un reportatge realitzat l'any 1994 per a aquest programa sobre set cubans i les seves respectives famílis quan preparaven la seva sortida de Cuba per arribar a la costa dels Estats Units d'Amèrica l'any 2002 va realitzar, en companyia de Carles Bosch i amb el  guió del mateix Bosch i David Trueba, el documental Balseros. Amb aquest documental foren nominats al Premi Goya així com al Premi Oscar, esdevenint la primera producció catalana en aconseguir aquest reconeixement.
L'any 2003 fou guardonat, juntament amb Carles Bosch i concedit per la Generalitat de Catalunya, amb el Premi Nacional de Cinema per presentar una aproximació vital, honesta i còmplice al drama personal i familiar de l'emigració de Cuba als Estats Units.
L'any 2005 Domènech fou guardonat amb el Premi Emmy Internacional a la millor fotografia pel documental Balseros.

## Nominacions
Premis Goya
| Any  | Categoria         | Pel·lícula | Resultat  |
| ---- | ----------------- | ---------- | --------- |
| 2003 | Millor documental | Balseros   | Candidata |

Premis Oscar
| Any  | Categoria         | Pel·lícula | Resultat  |
| ---- | ----------------- | ---------- | --------- |
| 2004 | Millor documental | Balseros   | Candidata |

Premis Emmy
| Any  | Categoria                         | Pel·lícula | Resultat  |
| ---- | --------------------------------- | ---------- | --------- |
| 2005 | Premi Emmy a la millor fotografia | Balseros   | Guanyador |